# Pirati (film 1986)
Pirati (Pirates) è un film del 1986 diretto da Roman Polański, presentato fuori concorso al 39º Festival di Cannes.

## Trama

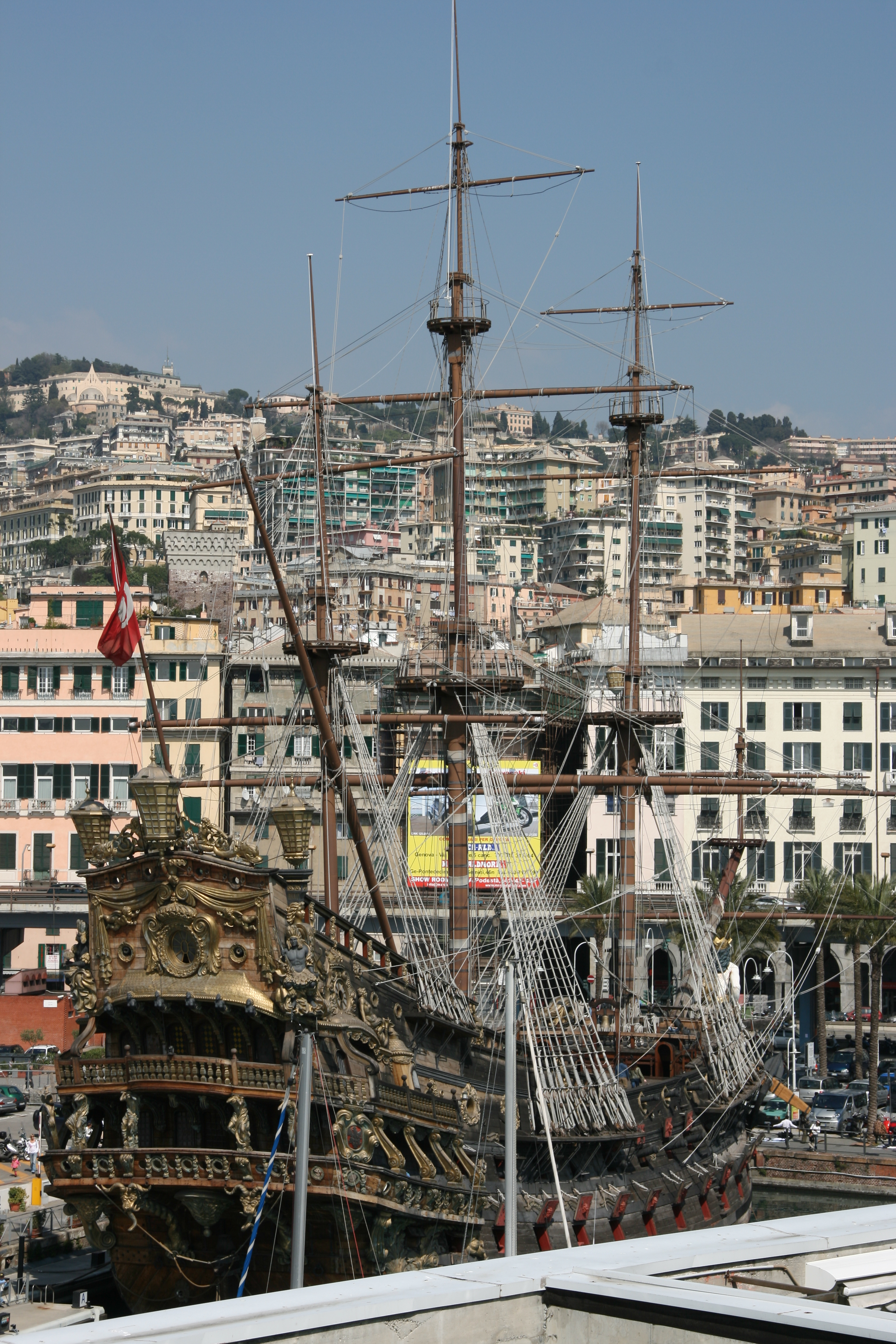
Il vascello Neptune utilizzato per il film, ancorato nel porto antico di Genova

Oceano Atlantico, 1659. Il film inizia con il temuto pirata Thomas Bartholomew Red, meglio conosciuto come Capitan Red, a bordo di una zattera alla deriva con il suo giovane primo ufficiale francese Jean-Baptiste (detto Frog, nella versione italiana "Ranocchio"), entrambi presumibilmente prossimi alla morte per disidratazione.
Vengono raccolti dal Nettuno, un galeone spagnolo e vengono ridotti in schiavitù. Sulla nave, Ranocchio si innamora di María-Dolores de la Jenya de la Calde, la nipote del governatore della colonia spagnola di Maracaibo. Il capitano Red ambisce a rubare il trono d'oro che gli spagnoli hanno sottratto ad un re azteco e che tengono nascosto nei magazzini della nave.
Red tenterà di provocare un ammutinamento ma il tentativo fallirà e don Alfonso de la Torré, il vice del comandante morente del galeone, lo farà condannare a morte insieme a Ranocchio e ad altri ribelli. Ma durante l'esecuzione, Ranocchio si libera e, insieme al capitano Red, provoca l'ammutinamento della ciurma. Don Alfonso e gli altri nobili vengono imprigionati mentre Red assume il comando del Nettuno.
Il galeone degli ammutinati arriva su un'isoletta desolata abitata soltanto da alcuni bucanieri straccioni, che vivono sequestrando nobili dalle navi spagnole, chiedendo poi un congruo riscatto. Sull'isola, Red ritrova la sua vecchia ciurma e, per festeggiare, organizza una grande festa sulla spiaggia. A sera, mentre tutti festeggiano ubriachi, don Alfonso e gli altri nobili prigionieri riescono a fuggire dentro barili di rum, aiutati da un avvocato spagnolo sequestrato alcuni anni prima a cui i pirati hanno mozzato la lingua. Ripreso il Nettuno, i nobili prendono a cannonate le lance di pirati che inseguivano il galeone dall'isola.
Capitan Red, a cui è rimasto solo Maria-Dolores come ostaggio, acquista un brigantino e, insieme ai suoi pirati,si rifugia nella baia di Anaconda, ed in seguito arriva a Maracaibo dove è approdato il Nettuno e dove risiede il duca Arcibaldo, governatore locale e zio di Maria-Dolores. Servendosi di Maria-Dolores per penetrare nel palazzo del duca, Capitan Red e Ranocchio, travestiti uno da prete e l'altro da nobile, ricattano il duca Arcibaldo per farsi fare un permesso scritto per ritirare il trono azteco dal galeone senza problemi. Il duca rifiuta e allora Red per costringere l'uomo a cedere minaccia l'uomo di far stuprare Maria-Dolores ma Ranocchio resosi conto che al duca non interessa la sorte della nipote convince Red a limitarsi a torturare l'uomo senza fare del male alla ragazza e Red accetta con piacere. Il duca viene così malmenato e costretto cedere il trono azteco. Dopo essersi fatto fare il permesso e legato e bendato il duca, i due ritirano il trono dal Nettuno ancorato nella baia. Ma questo rimane incastrato nella grossa catena messa a chiusura del porto e Red e Ranocchio sono costretti a rimanere lì perché la loro lancia è stata trascinata via dalla corrente. Riconosciuti da don Alfonso, vengono imprigionati nel fortino e condannati a morte.
In carcere, Ranocchio riceve la visita di Maria-Dolores che gli annuncia tristemente che partirà per la Spagna e lì sposerà don Alfonso e dopo i due si abbandonano ad un appassionato bacio. La notte prima dell'esecuzione, i pirati attaccano il fortino e liberano Capitan Red e Ranocchio. Red allora riprende il comando del brigantino e, insieme alla sua ciurma, si lancia all'inseguimento del Nettuno (diretto in Spagna) con l'intenzione di riprendersi il trono azteco.
Arrivati accanto al galeone, Red provoca una falla al brigantino, che comincia ad imbarcare acqua, ed incita i pirati ad assaltare e prendere il Nettuno. Infatti il galeone viene saccheggiato e va a fuoco per via delle bombe lanciate contro i soldati spagnoli. Red fa caricare delle provviste su una lancia e, insieme ai suoi fedeli pirati, prende il trono azteco dai magazzini e tenta di farlo calare nella stessa lancia. Intanto Ranocchio combatte contro don Alfonso che vuole portare via Maria-Dolores. Infine Capitan Red chiede l'aiuto di Ranocchio per tagliare la corda che stava calando il trono e lui preferisce rimanere fedele al proprio capitano che uccidere don Alfonso, che fugge su una lancia di salvataggio insieme a Maria-Dolores e ad altri nobili superstiti. 
Il film si conclude con il capitano Red e Ranocchio ancora alla deriva sulla lancia, ma stavolta Red siede sul trono azteco tanto ambito e mangia le provviste che hanno caricato durante il saccheggio del galeone.

## Genesi del film
Originariamente, il film doveva essere il lavoro successivo di Polanski dopo il successo di Chinatown (1974). In origine, il ruolo di protagonista, il capitano Thomas Bartolomeo Red, doveva essere interpretato da Jack Nicholson, star del capolavoro noir del regista polacco. Varie controversie produttive e i problemi legali che riguardavano Polanski non permisero al film di essere realizzato per tempo in quegli anni. Il regista, infatti, si dedicò poi ad altri progetti, come L'inquilino del terzo piano (1976) e Tess (1979), di produzioni europee.
Diversi anni dopo il concepimento della storia iniziale, Polanski decise di realizzare il suo personale omaggio ai film d'avventura, specie quelli con protagonista Errol Flynn o a quelli diretti da Michael Curtiz, con una storia picaresca e ironica ma anche con uno sguardo più realista sulla vita di vascello (si vedano le scene iniziali in cui viene rappresentata, sempre con umorismo, la vita della ciurma sul galeone spagnolo). Questa volta, il regista decise di affidare il ruolo da protagonista a Walter Matthau, tra gli attori-simbolo della classica commedia americana (presente infatti in molti capolavori del grande regista Billy Wilder), la cui presenza aggiunge una vena comica ancora più marcata al film (ne è esempio la scena in cui Red e Ranocchio sono costretti dal capitano del Nettuno a mangiare un ratto).
Visti i grandi costi per la realizzazione, il film si rivelò un disastro al botteghino, non riuscendo a riguadagnare le spese di produzione; ciononostante, ottenne una candidatura ai premi Oscar per i migliori costumi, realizzati da Anthony Powell.

## Riconoscimenti
- 1987 - Premio César
  - Migliore scenografia
  - Migliori costumi